# Caroline Kennedy
Pour les articles homonymes, voir Kennedy.
Caroline Bouvier Kennedy, ou simplement Caroline Kennedy, est une diplomate, écrivaine, éditrice et avocate américaine, née le 27 novembre 1957 à New York. Elle est la fille du 35e président des États-Unis John F. Kennedy (1917-1963) et de son épouse Jacqueline Kennedy (1929-1994). Depuis la mort accidentelle en 1999 de son frère cadet John Jr., elle est le seul enfant encore en vie de John et Jackie Kennedy.
Elle est ambassadrice des États-Unis au Japon de 2013 à 2017, ce qui fait d'elle la première femme à ce poste, puis ambassadrice en Australie de 2022 à 2024.

## Biographie

### Famille et études

Caroline avec son père John à bord du yacht Honey Fitz au large de Hyannis, Massachusetts, 25 août 1963.

Caroline Bouvier Kennedy, née le 27 novembre 1957 à New York (État de New York), est la fille de John Fitzgerald Kennedy, 35e président des États-Unis assassiné en 1963 et de Jacqueline Kennedy-Onassis née Lee Bouvier, décédée d'un cancer du système lymphatique en 1994. Elle a une sœur aînée prénommée Arabella et mort-née en 1956, ainsi que deux frères cadets, John Fitzgerald Kennedy Jr., né en 1960 et mort dans un accident d'avion en 1999, et Patrick Bouvier Kennedy, mort deux jours après sa naissance en 1963. Mariée au désigner américain Edwin Schlossberg, d'origine juive ukrainienne, elle a trois enfants, Rose Kennedy Schlossberg (mariée à Rory McAuliffe, restauratrice) née à New York, le 25 juin 1988 ; Tatiana Celia Kennedy Schlossberg (mariée à George Winchester Moran, chirurgien urologue) née à New York, le 5 mai 1990 ; John Bouvier Kennedy Schlossberg, dit « Jack » né à New York, le 19 janvier 1993.
En 1980, elle obtient un baccalauréat ès arts du Radcliffe College de l'université Harvard. En 1988, elle obtient un doctorat en droit de la faculté de droit de l'université Columbia. Après avoir obtenu son diplôme, Kennedy a été embauchée comme assistante de recherche au département cinéma et télévision du Metropolitan Museum of Art de New York.

### Politique
Le 28 janvier 2008, Caroline Kennedy annonce, dans une tribune publiée dans le New York Times sous le titre « Un président comme mon père », qu'elle soutiendra Barack Obama dans la course à la candidature démocrate pour l'élection présidentielle américaine en concluant : 

« Je n'ai jamais eu un président qui m'inspirait comme les gens disent que mon père les inspirait. Mais pour la première fois, je crois que j'ai trouvé l'homme qui peut être ce président — pas simplement pour moi mais pour une nouvelle génération d'Américaines. »

Elle est pendant un temps candidate à la succession de Hillary Clinton au poste de sénatrice de l'État de New York (poste autrefois occupé par son oncle Robert « Bobby » Kennedy), mais elle retire sa candidature le 21 janvier 2009.

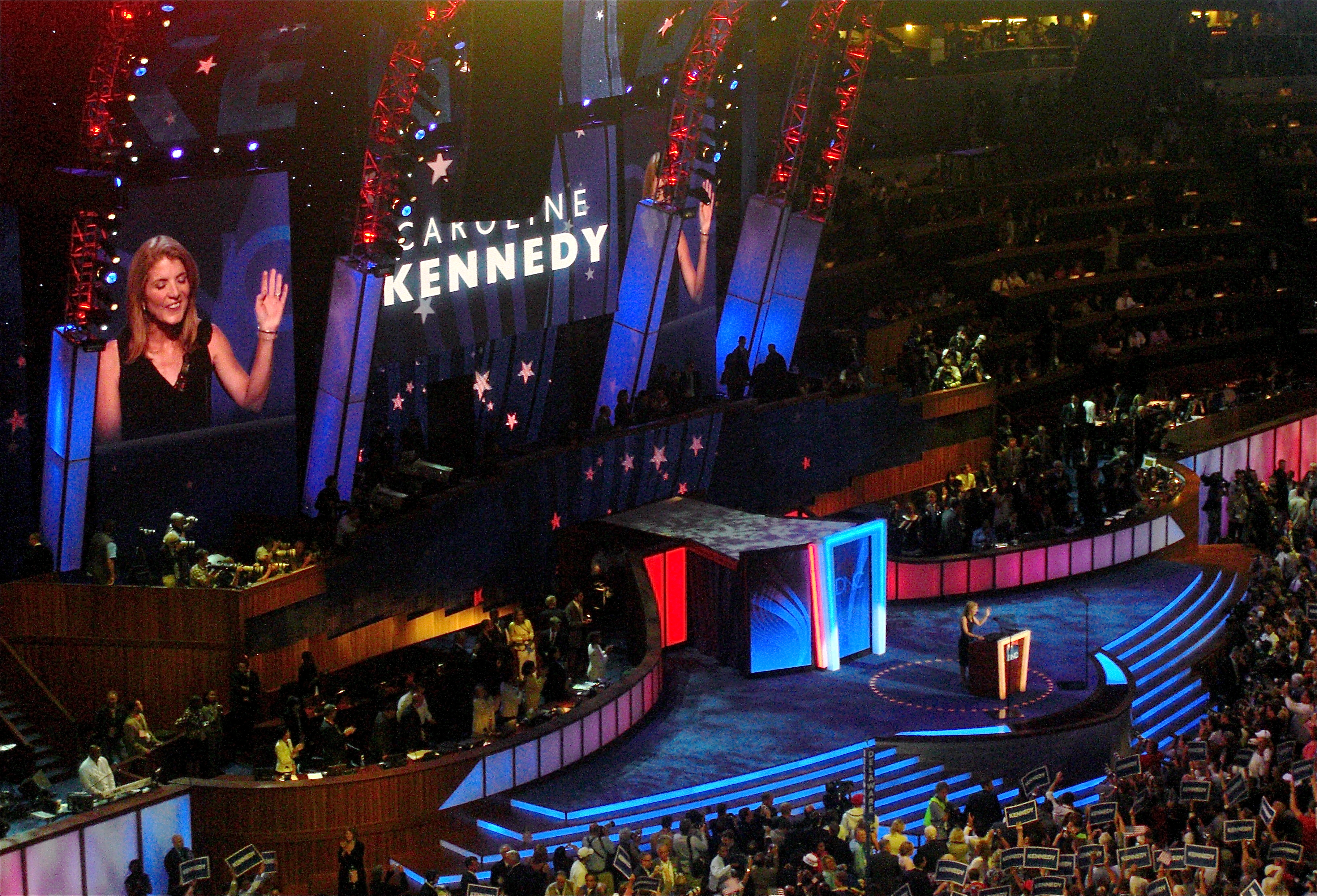
Discours de Caroline Kennedy lors de la convention nationale du Parti démocrate en 2008 à Denver (Colorado).

### Ambassadrice au Japon
Le 24 juillet 2013, Caroline Kennedy est pressentie par Barack Obama comme ambassadrice des États-Unis au Japon. Sa nomination doit recevoir l'assentiment du Sénat des États-Unis, avant d'être effective. Le ministère des Affaires étrangères du Japon estime dans un communiqué que « Caroline Kennedy a toute la confiance du président Obama » et que sa nomination témoigne de « la grande importance que l'administration Obama attache à l'alliance entre le Japon et les États-Unis ».
Le 16 octobre 2013, le Sénat américain confirme sa nomination comme ambassadrice des États-Unis au Japon, où elle demeure en poste jusqu'au terme de l'administration Obama, en janvier 2017. Elle est la première femme à obtenir ce poste. En 2016, c'est elle qui organise la venue d'Obama à Hiroshima dans le cadre du rapprochement entre le Japon et les États-Unis. Elle considère cet événement comme le plus beau moment de sa carrière.
En mars 2015, elle est victime de menace de mort de la part d'un homme de 52 ans, quelques semaines après l'attaque contre l'ambassadeur américain en Corée du Sud, Mark Lippert, par un nationaliste coréen. Il est finalement arrêté par la police japonaise.

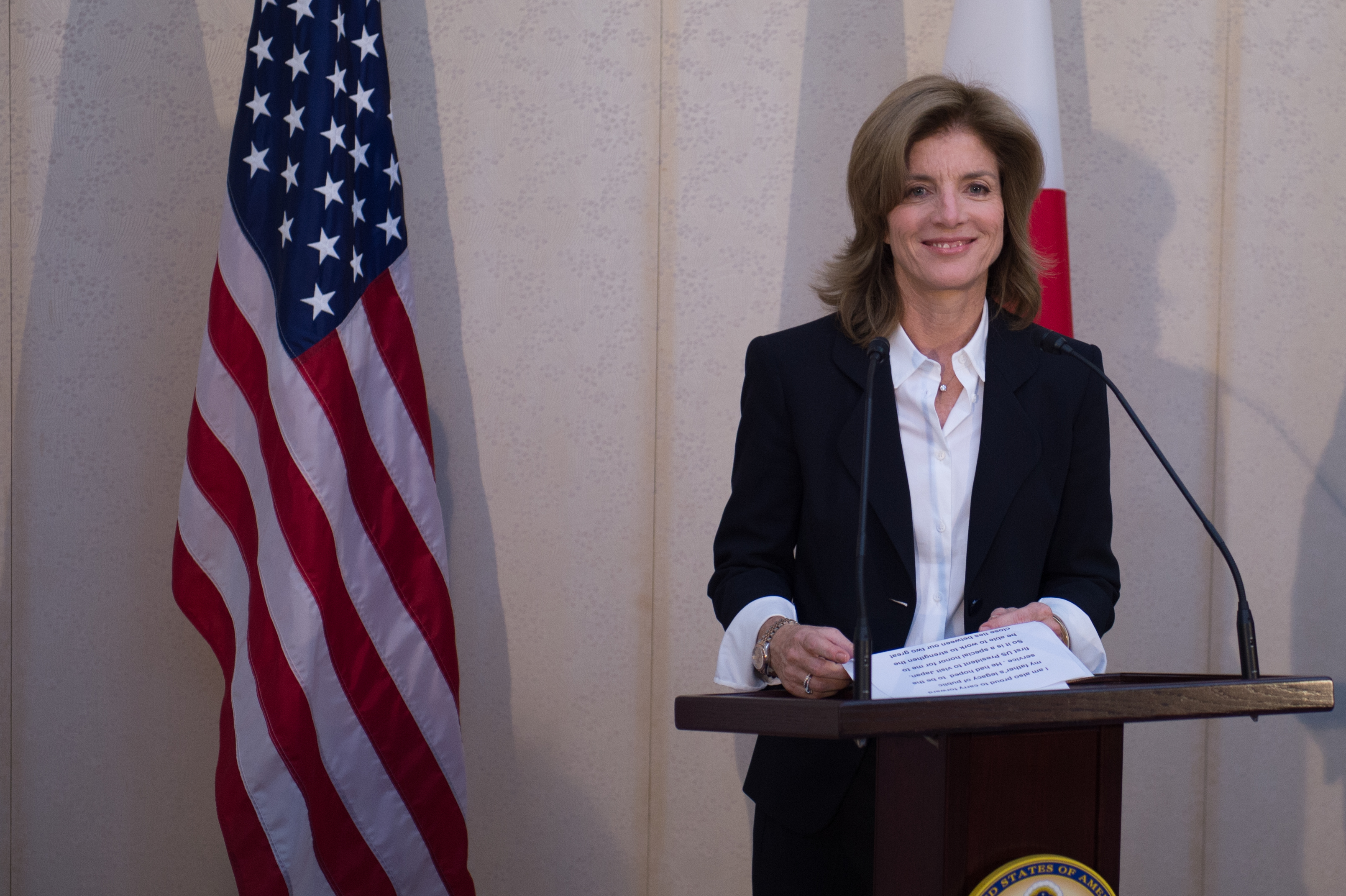
Caroline Kennedy, future ambassadrice, faisant sa première déclaration après son arrivée à l'aéroport international de Narita dans la ville de Narita, le 15 novembre 2013.
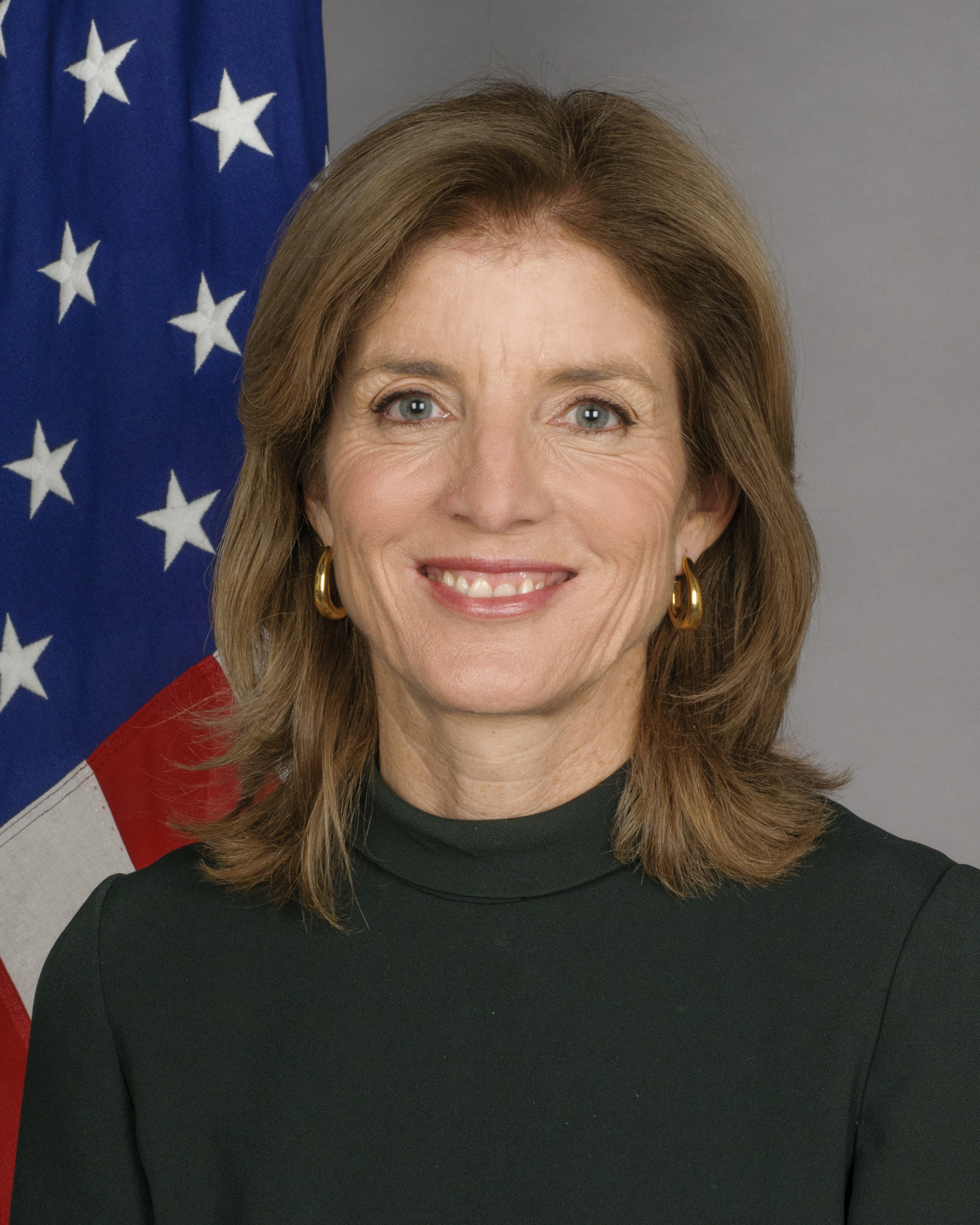
Portrait officiel de Caroline Kennedy en 2013.
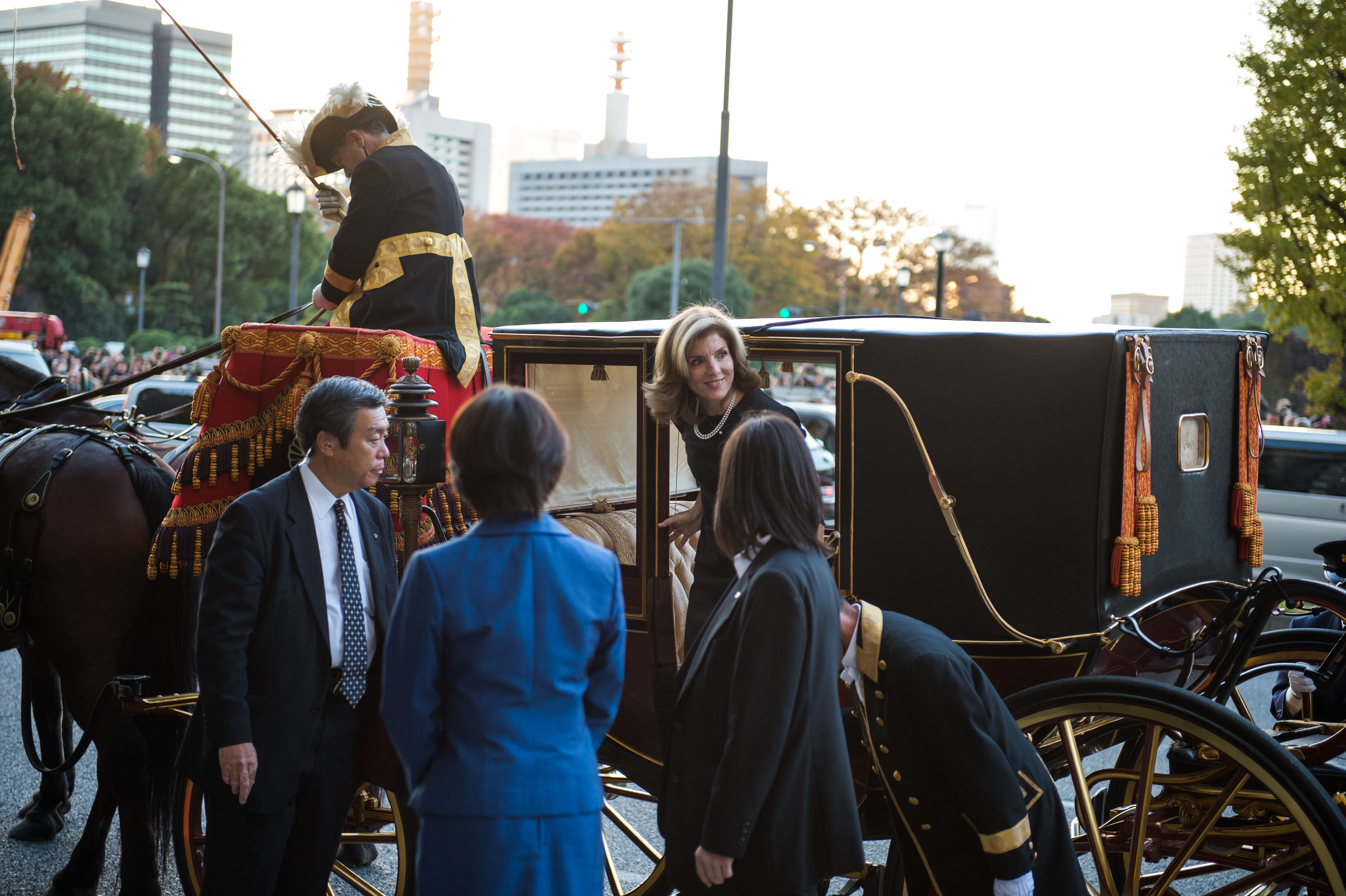
Caroline Kennedy arrivant au palais impérial de Tokyo.

### Ambassadrice en Australie

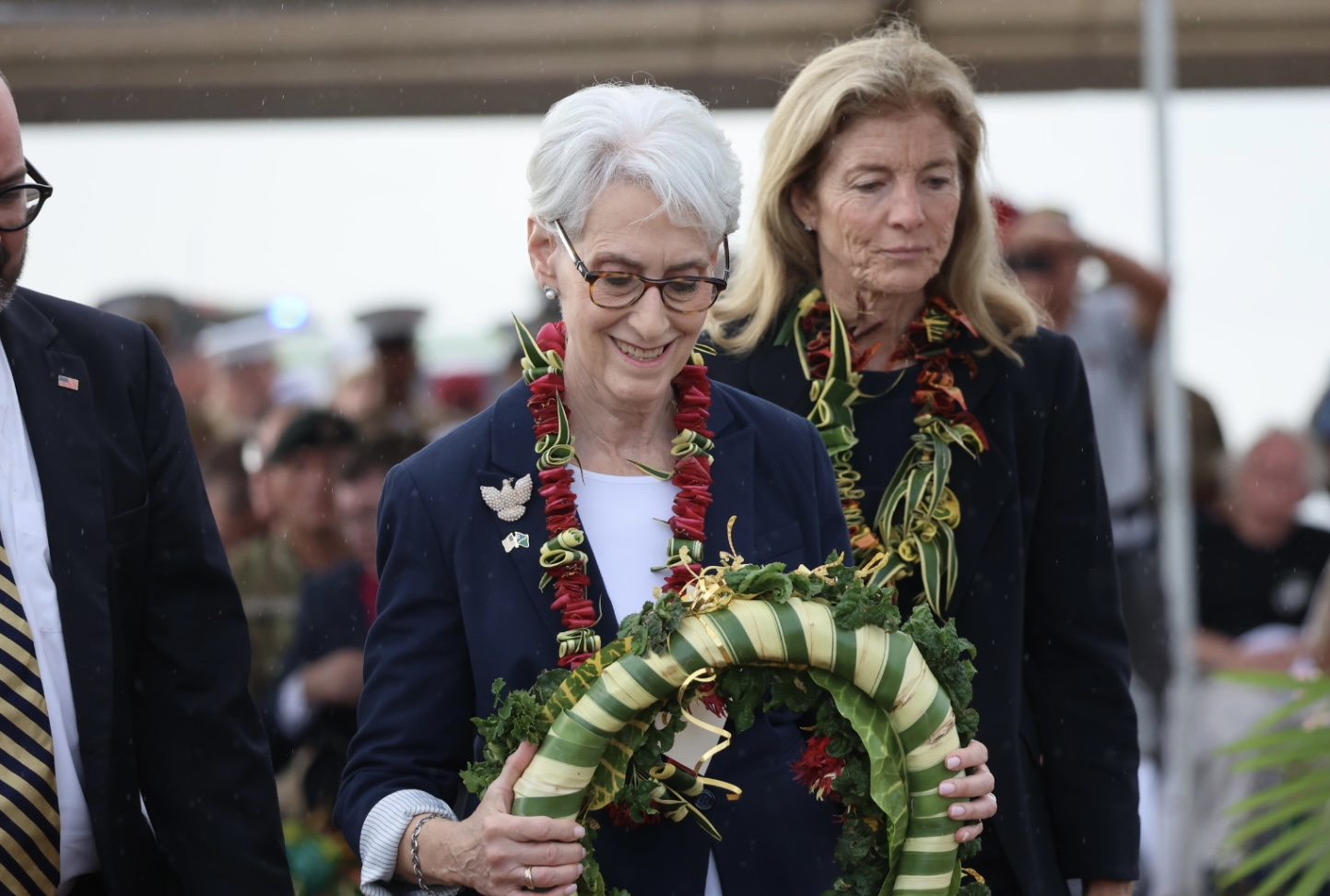
Caroline Kennedy et la secrétaire d'État adjointe américaine Wendy Sherman lors de la commémoration à Guadalcanal, aux Îles Salomon, en août 2022.

Le 15 décembre 2021, Caroline Kennedy est nommée ambassadrice en Australie par le président Joe Biden. Elle est confirmée par un vote du Sénat le 5 mai 2022.
Elle prend ses fonctions le 25 juillet suivant et à ce titre, assiste aux commémorations du 80e anniversaire de la bataille de Guadalcanal aux îles Salomon, le 8 août. 
Après l'élection de Donald Trump à la présidence des États-Unis en novembre 2024, elle décide de quitter son poste.

## Dans la culture populaire
Neil Diamond a expliqué en 2007 qu'il avait été inspiré par une photo de Caroline Kennedy enfant pour écrire sa chanson Sweet Caroline, sortie en 1969.
En 2013, elle est incarnée par Chloe Barach dans le film Le Majordome de Lee Daniels. Puis en 2016, Sunnie Pelant l'incarne dans le film Jackie de Pablo Larraín.